# August Kuntzen
August Wilhelm Sigmund Kuntzen (* 8. Oktober 1807 in Westerbrak; † 29. Januar 1885 in Braunschweig) war Jurist, Eisenbahndirektor und Mitglied des Deutschen Reichstags.

## Leben
Kuntzen besuchte das Gymnasium in Braunschweig und die Universität in Göttingen. Nach dem Studium der Rechtswissenschaften ging er aber zum Verwaltungsfach über und war bei der Steuer- und Finanzbehörde beschäftigt. Danach war er 30 Jahre hindurch Mitglied der Direktion der Braunschweigischen Eisenbahnen und infolge des Verkaufs dieser Staatsbahnen wurde er 1871 pensioniert. Ab 1869 war er Mitglied der Landesversammlung in Braunschweig und ab 1875 Mitglied der Landessynode und der Stadtverordneten-Versammlung sowie längere Jahre Mitglied des Kirchenvorstandes und Provisor.
Von 1877 bis 1881 war er Mitglied des Deutschen Reichstags für den Reichstagswahlkreis Herzogtum Braunschweig 2 (Helmstedt, Wolfenbüttel) und die Nationalliberale Partei.